# Opatów (gmina, Sainte-Croix)
Opatów est une gmina mixte du powiat de Opatów, Sainte-Croix, dans le centre-sud de la Pologne. Son siège est la ville d'Opatów, qui se situe environ 58 km à l'est de la capitale régionale Kielce.
La gmina couvre une superficie de 113,39 km2 pour une population de 11 398 habitants (2021).

## Géographie
Outre la ville de Opatów, la gmina inclut les villages d'Adamów, Balbinów, Brzezie, Czerników Karski, Czerników Opatowski, Gojców, Jagnin, Jałowęsy, Jurkowice, Karwów, Kobylanki, Kobylany, Kochów, Kornacice, Lipowa, Marcinkowice, Nikisiałka Duża, Nikisiałka Mała, Oficjałów, Okalina, Okalina-Kolonia, Podole, Ptkanów, Rosochy, Strzyżowice, Tomaszów, Tudorów, Wąworków et Zochcinek.
La gmina borde les gminy de Baćkowice, Ćmielów, Iwaniska, Lipnik, Sadowie et Wojciechowice.